# ゲオフロンティア
株式会社ゲオフロンティア（英: GEO FRONTIER Co., Ltd.）は、愛知県春日井市に本社を置くレンタルビデオ店ゲオのフランチャイジーであった。

## 概要
レンタルビデオ大手ゲオの連結子会社で、ゲオショップのフランチャイジーとして東海東地区で展開していた。
かつてはフィットネスクラブやインターネットカフェ、アミューズメント施設の運営を行っていたもののフィットネス事業は、2008年（平成20年）4月1日に関連会社のビッグバンスポーツ（後のゲオフィットネス）に、インターネットカフェの「ゲオカフェ (GEO CAFE)」およびアミューズメント施設の「ゲオパーク」は、2009年（平成21年）10月1日にゲオディノス（後のSDエンターテイメント）に事業譲渡した。
2010年（平成22年）10月1日には親会社であるゲオに吸収合併された。

## 沿革
- 2000年（平成12年）3月8日 - 「株式会社ゲオフーズ」として設立。
- 2005年（平成17年）11月1日 - 「株式会社ゲオフロンティア」に商号を変更。
- 2008年（平成20年）4月1日 - 関連会社のビッグバンスポーツ（現・ゲオフィットネス）にフィットネス事業譲渡。
- 2009年（平成21年）10月1日 - アミューズメント施設11施設およびネットカフェ8施設をグループ会社のゲオディノス（現・SDエンターテイメント）に事業譲渡。
- 2010年（平成22年）10月1日 - 親会社である株式会社ゲオに吸収合併される。

## かつて運営していた店舗
ゲオカフェを東海地区を中心に8店舗、ゲオパークを11店舗展開していた。○は現在SDエンターテイメントが運営を行っている施設。△はゲオディノス（現・SDエンターテイメント）へ譲渡されてディノスパークへ改称されたが、後にゲオのグループ企業であるウェアハウス運営となったアミューズメント施設。×は後に閉店した店舗。

### ゲオカフェ
秋田県
- ×秋田東通店（秋田市）

三重県
- ×久居店（津市）

愛知県
- ×名古屋白金店（名古屋市昭和区）
- ○豊橋藤沢店（豊橋市）
- ×一宮音羽店（一宮市）
- ○大曽根駅前店（名古屋市東区）

大阪府
- ○天六店（大阪市北区）

福岡県
- ×大野城店（福岡県大野城市）

### ゲオパーク
愛知県
- △×守山店（名古屋市守山区）

大阪府
- ×八尾店（八尾市）

香川県
- △×丸亀VASALA店（丸亀市）
- ×東バイパス店（高松市）
- ×ミラクルタウン店（高松市）

高知県
- △四万十店（四万十市）

宮崎県
- ×延岡店（延岡市）
- ×日向店（日向市）

沖縄県
- △×コザミュージックタウン店（沖縄市）
- ×名護店（名護市）
- ×西原店（浦添市）

## 閉鎖店舗

### ゲオカフェ
石川県
- 松任店（白山市） - 2009年（平成21年）6月30日閉鎖

## 関連会社
- ゲオグループ各社